# C. F. E. BACH-motívum
A C. F. E. BACH-motívum a zenében a C, F, E, B, A, C, H hangsorozatot jelöli. A motívum Carl Philipp Emanuel Bach zenei névjegymotívuma, mely F-dúr Fughettájában jelenik meg és nemcsak családnevére, hanem olaszosan írt keresztnevére való utalásként is - C. Filippo. E Bach - szólaltatja meg J. S. Bach második legidősebb fia.

## Története
A motívumot Komlós Katalin zenetörténész fedezte fel a Brüsszeli Konzervatórium könyvtárában, mely az eddig még kiadatlan C. Ph. E. Bach által komponált F-dúr ötszólamú Fughetta egyik motívuma. A darab a könyvtárban a Miscellanea Musica (B-Bc 5895) címen található kötetben szerepel, mely C. Ph. E. Bach zeneelméleti fejtegetéseit, harmóniai és kontrapunktikus gyakorlatait, vázlattöredékeit tartalmazó gyűjtemény.  A kötet Bach hamburgi kopistája, Michel lejegyzésében maradt fenn.
A darab eredete C. P. E. Bach egyik greifswaldi ügyvéd barátjának írt leveléből ismerhető. A Johann Heinrich Gravénak írt  1784. április 28-i levél utóiratában Bach megemlíti: 
 ”Mostanában írt nekem valaki, milyen különös, hogy nemcsak családnevem, hanem (olasz módra írt) keresztnevem betűi  - C. F. E. – is zenélnek.”
  A felvetésre  frappáns reagálánsként ezután ugyanebben a levélben következik a fughetta partitúrája, mely megegyezik a Miscellanea Musica kéziratával. A darabban a C, F, E, B, A, C, H motívum mellett a sűrű kontrapunktikus szövetben megszólal még az ominózus BACH-motívum és annak fordításai is.  A négyhangos BACH-motívum témavariánsai különböző transzpozícióban, nem feltétlenül csak a B-A-C-H magasságban jelennek meg. 